# NGC 7753
NGC 7753 ist eine Balken-Spiralgalaxie vom Hubble-Typ SAB(rs)bc im Sternbild Pegasus am Nordsternhimmel. Sie ist etwa 240 Millionen Lichtjahre von der Milchstraße entfernt und hat einen Durchmesser von etwa 230.000 Lichtjahren.
Gemeinsam mit ihrem wechselwirkenden Begleiter NGC 7752 bildet sie das Objekt Arp 86. Halton Arp gliederte seinen Katalog ungewöhnlicher Galaxien nach rein morphologischen Kriterien in Gruppen. Diese Galaxie gehört zu der Klasse Spiralgalaxien mit einem großen Begleiter hoher Flächenhelligkeit auf einem Arm (Arp-Katalog).
Entdeckt wurde die Galaxie am 12. September 1784 von William Herschel.